# Alastair Reynolds
Alastair Reynolds (ur. 13 marca 1966 w Barry (Walia)) – pisarz gatunku fantastyki naukowej.
Studiował na Uniwersytecie w Newcastle upon Tyne. Jest doktorem astronomii. Przez wiele lat pracował w Europejskiej Agencji Kosmicznej w Holandii jako astrofizyk.
Jego dorobek pisarski jest połączeniem solidnej wiedzy astronomicznej i talentu pisarskiego. Zalicza się go do nurtu hard SF. Autor bardzo ceni sobie twórczość J. Carrolla i S. Kinga, i te właśnie fascynacje kryminałem i powieścią sensacyjną dają się zauważyć w twórczości Reynoldsa.
Jest laureatem nagrody Brytyjskiego Stowarzyszenia Science Fiction (BSFA) za najlepszą powieść 2001 roku Migotliwa wstęga.

## Twórczość

### CyklPrzestrzeń objawienia

#### Główna seria
- Przestrzeń objawienia (Revelation Space), 2000
- Arka odkupienia(inne języki) (Redemption Ark), 2002
- Otchłań rozgrzeszenia (Absolution Gap), 2003
- Inhibitor Phase, 2021

#### SeriaThe Prefect Dreyfus Emergencies
- Prefekt(inne języki) (oryginalny tytuł: The Prefect, późniejsze wydanie: Aurora Rising), 2007
- Elysium Fire, 2018
- Machine Vendetta, 2024

#### Samodzielna powieść
- Migotliwa wstęga(inne języki) (Chasm city), 2001

#### Zbiory opowiadań
- Diamentowe psy. Turkusowe dni(inne języki) (Diamond Dogs, Turquoise Days), 2003
- Północ galaktyki(inne języki) (Galactic North), 2006

### CyklPoseidon's Children
- Blue Remembered Earth, 2012
- On the Steel Breeze, 2013
- Poseidon's Wake, 2015

### CyklRevenger
- Revenger, 2016
- Shadow Captain, 2019
- Bone Silence, 2020

### Inne
- Century Rain, 2004
- Pushing Ice, 2005
- House of Suns, 2008
- Terminal World, 2010
- Harvest of Time, 2013 (powieść osadzona w uniwersum serialu Doctor Who)
- The Medusa Chronicles, 2016 (razem z Stephenem Baxterem, autoryzowana kontynuacja Spotkania z meduzą Arthura C. Clarka)
- Eversion, 2022